# Le Costaud
Pour plus de détails, voir Fiche technique et Distribution.
Le Costaud (Strong Boy) est un film américain réalisé par John Ford, sorti en 1929.

## Synopsis
William Bloss, surnommé "le Costaud", est bagagiste dans une gare. Un jour, lors d'un accident de camion, il sauve la vie du fils du vice-président de la compagnie ferroviaire, et il se retrouve promu à la tête du service des objets trouvés. Mary McGregor, sa bien-aimée, n'apprécie pas cette promotion et le quitte. Plus tard, William rend un collier de perles à une vedette de cinéma, ce qui a pour conséquence une nouvelle promotion, cette fois comme chauffeur sur la locomotive dont le père de Mary est conducteur. Il empêche un cambriolage et est pardonné par Mary. 

## Fiche technique
- Titre original : Strong Boy
- Titre français : Le Costaud
- Réalisation : John Ford
- Scénario : James Kevin McGuinness, Andrew Bennison, John McLain
- Intertitres : Malcolm Stuart Boylan
- Photographie : Joseph H. August
- Production : William Fox
- Société de production : Fox Film Corporation
- Société de distribution : Fox Film Corporation
- Pays de production :  États-Unis
- Langue originale : anglais
- Format : Noir et blanc — 35 mm - Film muet avec des effets sonores et une musique synchronisée
- Genre : Comédie dramatique
- Durée : 79 minutes
- Dates de sortie :
  - États-Unis : 3 mars 1929

## Distribution
- Victor McLaglen : William « Strong Boy » Bloss
- Leatrice Joy : Mary McGregor
- Clyde Cook : Pete
- Slim Summerville : Slim
- Kent Sanderson : Wilbur Watkins
- Eulalie Jensen : Reine de Lisonia
- David Torrence : le président de la compagnie de chemins de fer
- J. Farrell MacDonald : Angus McGregor
- Douglas Scott : Wobby
- Tom Wilson : le responsable des bagages
- Jack Pennick : un porteur
- Robert Ryan : un porteur